# Дионска гробищна базилика
Дионската епископска базилика (на гръцки: Κοιμητηριακή βασιλική του Δίου) е археологически обект, раннохристиянска църква в античния македонски град Дион, Гърция.

## История
Базиликата е построена в първите десетилетия на V век на християнското гробище, непосредствено южно от стените на града. Един от гробовете под нея е украсен със стенописи. В архитектурно отношение храмът е трикорабна с полукръгла апсида на изток, нартекс на запад и атриум, обграден от три страни с колонада. На север и юг от нартекса са протезисът и диакониконът. Централният кораб е с подова мозайка, а страничните и нартексът са с птухлен под. Олтарното пространство е отделено от наоса с мраморни парапети, а подът му е opus sectile. Открити са следи от олтара и от малкото сандъче за свещените реликви. На входа на нартекса има кенотаф, а до него мраморна маса в чест на мъченик. След земетресение протезисът става кръщелня, а в атриума са построени трезор, винена преса и хамбар.